# Chí Linh bát cổ
Chí Linh bát cổ là một cụm từ để chỉ 8 địa danh cổ nổi tiếng của thành phố Chí Linh, tỉnh Hải Dương.

## Bia Chí Linh bát cổ
Chưa rõ từ thời nào, người xưa đã chọn trên đất huyện Chí Linh (cũ) tám di tích cổ để suy tôn và ghi nhớ. Từ đó huyện Chí Linh được xưng danh là "Chí Linh bát cổ". Người đời nay mỗi khi nhắc đến "Chí Linh bát cổ" đều hàm ý tự hào về truyền thống văn hóa giàu có của quê hương mình. Bát cổ đó cụ thể như sau:
1-Trạng nguyên cổ đường
2-Tiều Ẩn cổ bích
3-Dược Lĩnh cổ viên
4-Nhạn Loan cổ độ
5-Thượng Tể cổ trạch
6-Phao Sơn cổ thành
7-Vân Tiên cổ động (Huyền Thiên cổ tự)
8-Tinh Phi cổ tháp
Sau đó một số nhà nho còn làm thơ ca tụng và khắc vào bia đá đặt ngay tại cổng phủ đệ Nam Sách (phủ cũ). Chùm thơ ấy người đời sau gọi là "Thơ bát cổ". Theo "Chí Linh phong vật chí" thì chùm thơ ấy do hai tác giả viết
- Người thư nhất là Nguyễn Tri Hoa, đỗ Hương cống, người Hộ Xá (nay là thôn An Xá xã Quốc Tuấn huyện Nam Sách) làm các bài:
1-Trạng nguyên cổ đường
2-Tiều Ẩn cổ bích
3-Dược Lĩnh cổ viên
4-Nhạn Loan cổ độ
5-Phao Sơn cổ thành
6-Vân Tiên cổ động
-Người thứ hai là Trần Trọng Tích, giám sinh, người xã Dục Kỳ (?) huyện Thanh Lâm làm các bài:
1-Thượng Tể cổ trạch
2-Tinh Phi cổ tháp
Bia Chí Linh bát cổ hiện được đặt tại trung tâm văn hóa thôn Linh Khê, xã Thanh Quang, huyện Nam Sách, tỉnh Hải Dương. Tấm bia được làm bằng đá liền khối có hình vuông cao 2 m, rộng 0,5 x 0,5m, trên có khắc 8 bài thơ vịnh bát cảnh đất Chí Linh. Họa tiết trên mặt bia, mũ bia, đế bia được chạm khắc mộc mạc nhưng tinh xảo.

## Trạng nguyên cổ đường
Trạng nguyên cổ đường, tức trường học cổ của Trạng nguyên Mạc Đĩnh Chi, người thôn Long Động. Dáng người ông xấu xí nhưng thông minh và có tài văn học kiệt xuất. Khi đi xứ sang Trung Quốc, ông thể hiện tài ứng đối và ngoại giao kiệt xuất, được vua quan nhà Nguyên kính nể, Vua Nguyên phong là Lưỡng quốc Trạng nguyên. Cuối đời, Mạc Đĩnh Chi về chí sỹ tại quê nhà mở trường dạy học gần gò Hạc, xã Linh Khê - nay là xã Thanh Quang. Tại đền thờ Mạc Đĩnh Chi ở thôn Long Động, xã Nam Tân, các di tích trên hiện vẫn còn, đang được nhân dân và chính quyền địa phương tu tạo, quy hoạch và đầu tư xây dựng lại. Trạng nguyên cổ đường là trường dạy học cổ của Lưỡng quốc Trạng nguyên Mạc Đĩnh Chi ở đất Linh Khê (Nam Sách).

## Nhạn Loan cổ độ
Nhạn Loan cổ độ, tức Bến đò cổ Nhạn Loan, nay là bến Triều Dương thuộc xã Nhân Huệ, thị xã Chí Linh, gần điểm cuối của Lục Đầu Giang. Đây là bến sông phong cảnh đẹp, có tích từ thời Hùng Vương. Theo Chí Linh phong vật chí thì Thục An Dương Vương bị quân Triệu Đà truy đuổi đã chạy qua bến sông này. Trên đoạn sông này của Lục Đầu Giang có bến Bình Than nơi Hoài Văn Hầu Trần Quốc Toản bóp nát quả cam trong tay vì còn ít tuổi không được dự bàn đánh giặc.

## Huyền Thiên cổ tự
Huyền Thiên cổ tự hay còn gọi là Vân Tiên cổ động, tức Chùa cổ Huyền Thiên: Là một ngôi chùa lớn nổi tiếng thời Lý - Trần, thuộc địa phận làng Kiệt Đặc, phường Văn An. Trong chùa có Động Cổ Vân Tiên nổi tiếng. Đây là nơi tam tổ thiền phái Trúc Lâm đã từng tu luyện. Kiến trúc chùa và động đã hỏng nát, mất từ lâu, chỉ còn một ngôi tháp cổ, một bia nhỏ cùng các phế tích, bậc nền tảng hoa sen và các loại vật liệu xây dựng như gạch hoa, ngói mũi hài... minh chứng cho di tích ngôi chùa to đẹp một thời. Gần đây nhân dân địa phương mới xây một ngôi chùa nhỏ và chính quyền địa phương đang tiến hành quy hoạch để bảo tồn, phục hồi lại một khu di tích nổi tiếng thời xưa.

## Dược Lĩnh cổ viên
Dược Lĩnh cổ viên, tức Vườn cổ trên núi thuốc: Là vườn cây thuốc trên Dược Sơn - núi Nam Tào. Về phong thủy, đây là khu đất đắc địa có một không hai. Lúc bấy giờ Hưng Đạo Vương giao cho tướng quân Phạm Ngũ Lão tổ chức trồng cây trên núi Nam Tào để làm thuốc chữa bệnh cho quân và dân trong vùng nên gọi là Dược Sơn (Núi thuốc). Trên Dược Sơn có vườn thuốc quý, phong cảnh đẹp, đời sau gọi là Dược Lĩnh Cổ Viên. Khu vườn thuốc cổ này còn di tích đến ngày nay, trong khuôn viên trước chùa Nam Tào, thuộc khu di tích Kiếp Bạc, xã Hưng Đạo, thị xã Chí Linh.

## Thượng Tể cổ trạch
Thượng Tể cổ trạch, tức nhà cổ của quan Thượng tể Trần Quốc Chẩn. Ông là cha đẻ của Hoàng hậu, vợ vua Trần Minh Tông. Do trong triều tranh chấp ngôi Thái tử, ông bị vu oan là phản loạn, bị bắt giam không cho ăn uống và chết, hàng trăm người liên luỵ cũng bị chết oan trong vụ án này. Vài năm sau vụ án bị phanh phui, bọn gian thần bị trừng trị. Căn nhà cũ rất đẹp trong thái ấp của Ông ở giữa cánh đồng làng Nẻo (phường Chí Minh, thị xã Chí Linh) được lập làm đền thờ.

## Tiều Ẩn cổ bích
Tiều Ẩn cổ bích, tức Bức tường cổ bao quanh nhà của Tiều Ân. Tiều Ân nghĩa là người tiều phu ẩn dật, là tên hiệu mà Chu Văn An đặt cho mình sau khi cáo quan về ở ẩn tại núi Phượng Hoàng.
Khi ông mất, học trò và nhân dân trong vùng mai táng trên Núi Phượng Hoàng. Nơi ở ẩn của Ông được học trò dựng đền thờ gọi là Phượng Hoàng linh từ. Đền thờ xây có 05 gian tiền tế và 03 gian hậu cung bằng đá khối bao quanh, di tích này gọi là Tiều Ân cổ bích, nay thuộc xã Văn An (Chí Linh). Hàng năm, sĩ tử khắp trong và ngoài nước, các nhà giáo và các thế hệ học sinh, sinh viên về dâng hương, trồng cây lưu niệm rất đông. Lăng mộ Ông trên núi Phượng Hoàng và giếng Thủy Thần trước điện Lưu Quang vẫn còn, luôn được giữ gìn, tôn tạo.

## Phao Sơn cổ thành
Phao Sơn cổ thành, tức Thành cổ Phao Sơn. Thành được xây dựng từ thời Trần. Khi quân Minh xâm lược, chúng đóng quân và chiếm giữ thành này cho đến khi bị quân ta (Lê Lợi) đánh bại. Đến thế kỷ XVI (Thời Mạc), thành được tu sửa và trở thành một thành trì quan trọng, trấn giữ khu vực Đông Bắc Thăng Long và vùng núi Chí Linh - Đông Triều. Thời thuộc Pháp, nơi đây trở thành căn cứ quân sự, thực dân Pháp xây dựng ở đây trường đào tạo sĩ quan quân đội và tăng cường nhiều đồn bốt xung quanh.
Vào những năm 1980, khi xây dựng Nhà máy Nhiệt điện Phả Lại, thành Phao Sơn bị phá bỏ để xây dựng khuôn viên nhà máy. Đến nay di tích Phao Sơn cổ thành không còn nữa.

## Tinh Phi cổ tháp
Tinh Phi cổ tháp: Là Tháp cổ mộ của Tinh Phi Nguyễn Thị Duệ. Nguyễn Thị Duệ quê ở Kiệt Đặc (phường Văn An, thị xã Chí Linh), là người con gái hiếu học, thông minh, có bản lĩnh và quyết đoán. Khi nhà Mạc thất thế, Bà cùng cha chạy theo nhà Mạc lên Cao Bằng. Vua Mạc mở khoa thi chọn nhân tài, Bà giả trai đi thi và đỗ đầu khoa thi, đỗ tiến sĩ. Khi uống ngự tửu vua ban trong yến tiệc mừng Tân khoa, Bà bị vua Mạc phát hiện là gái, nhưng vì cảm mến tài sắc, vua đã không bắt tội mà đã lấy Bà làm vợ. Trong lịch sử nước nhà, Bà là người phụ nữ đầu tiên của Việt Nam thi đỗ tiến sĩ. Khi vua Mạc thua trận, Bà bị bắt về Thăng Long. Biết Bà là người phụ nữ có tài, chúa Trịnh tôn Bà là Đức lão lễ sư. Tương truyền Bà là người có công lớn mở mang nền giáo dục, thường tham gia chấm các kỳ thi tiến sĩ, Bà khởi xướng phương pháp đào tạo giáo dục từ xa.
Cuối đời, Bà về quê dựng am tu hành gần chùa Huyền Thiên. Khi Bà mất, nhân dân xây trên mộ của Bà một ngôi tháp đất nung màu hồng, cao nhiều tầng, gọi là Tinh Phi cổ tháp. Sau này tháp bị đổ, chỉ còn phế tích, ngôi mộ của Bà được xây dựng lại thành một lăng nhỏ. Đến năm 2008, tỉnh Hải Dương tổ chức tôn tạo khu vực này thành ngôi đền thơ hoành tráng phía trước lăng mộ để thờ Bà. Sau khi đền xây xong, cò vạc kéo nhau về ở khu hồ trước đền, có đến hàng ngàn con, làm cho phong cảnh khu di tích "đất lành chim đậu" càng thêm linh thiêng, tráng lệ.